# Unterseeboot 391
Le Unterseeboot 391 (ou U-391) est un sous-marin allemand (U-Boot) de type VII.C utilisé par la marine de guerre allemande pendant la Seconde Guerre mondiale.

## Construction
L'U-391 est un sous-marin océanique de type VII C. Construit dans les chantiers de Howaldtswerke AG à Kiel, la quille du U-391 est posée le 9 janvier 1942 et il est lancé le 5 mars 1943. L'U-391 entre en service un mois et demi plus tard.

## Historique
Mis en service le 24 avril 1943, l'Unterseeboot 391 effectue sa période d'essai et d'entraînement initial sous les ordres de l'Oberleutnant zur See Gert Dültgen à Kiel dans la 5. Unterseebootsflottille jusqu'au 30 septembre 1943, puis l'U-391 rejoint une unité de combat dans la 3. Unterseebootsflottille à la Base sous-marine de La Rochelle, qu'il ne rejoint jamais.
Pour sa première et unique patrouille, l'U-391 quitte le port de Kiel le 23 octobre 1943 pour une mission en atlantique Nord en passant le long des côtes norvégiennes) et islandaises. 

Le 28 novembre 1943, l'attaque d'un bombardier britannique Vickers Wellington (RAF Squadron 179/L)  à la position géographique de 39° 04′ N, 16° 25′ O lui occasionne de légers dégâts.

Après 52 jours en mer, le 13 décembre 1943, l'U-391 est coulé dans le golfe de Gascogne au nord-ouest du cap Ortegal en Espagne à la position géographique de 45° 45′ N, 9° 38′ O, par des charges de profondeur lancées d'un bombardier britannique  Consolidated B-24 Liberator (Squadron. 53/B). 

Les 51 membres d'équipage meurent dans cette attaque.

## Affectations successives
- 5. Unterseebootsflottille à Kiel du 24 avril au 30 septembre 1943 (entrainement)
- 3. Unterseebootsflottille à La Pallice du 1er octobre 1943 au 13 décembre 1943 (service actif)

## Commandement
- Oberleutnant zur See Gert Dültgen du 24 avril 1943 au 13 décembre 1943

## Patrouilles
|       | Commandant         | Départ          | Départ | Arrivée          | Arrivée | Jours    | Succès |
| ----- | ------------------ | --------------- | ------ | ---------------- | ------- | -------- | ------ |
| 1     | Oblt. Gert Dültgen | 23 octobre 1943 | Kiel   | 13 décembre 1943 | Coulé   | 52 jours |        |
| Total | Total              | Total           | Total  | Total            | Total   | 52 jours |        |

Note : Oblt. = Oberleutnant zur See  

### Opérations Wolfpack
L'U-391 a opéré avec les Wolfpacks (meute de loups) durant sa carrière opérationnelle.
1. Eisenhart 1 (9 novembre 1943 - 15 novembre 1943)
2. Schill 3 (18 novembre 1943 - 22 novembre 1943)
3. Weddigen (22 novembre 1943 - 7 décembre 1943)

## Navires coulés
L'Unterseeboot 391 n'a ni coulé, ni endommagé de navire ennemi au cours de son unique patrouille (52 jours en mer).

### Source et bibliographie
- (en) Cet article est partiellement ou en totalité issu de l’article de Wikipédia en anglais intitulé « German submarine U-391 » (voir la liste des auteurs).
- Chris Bishop, historien militaire (trad. de l'anglais par Christian Muguet), Les sous-marins de la Kriegsmarine : 1939-1945 : le guide d'identification des sous-marins [« The spellmount submarine identification guide : Kriegsmarine U-boats 1939-1945 »], Paris, E?d. de Lodi, 2008, 192 p. (ISBN 978-2-84690-327-1, OCLC 470721805, BNF 41298980)